# Amber (Name)
Amber ist ein weiblicher englischer Vorname.

## Herkunft und Bedeutung
Der Name ist abgeleitet von dem englischen Wort für den Bernstein bzw. dessen orange-gelber Farbe. Ursprünglich geht das Wort auf das arabische عنبر / ʿanbar (ursprünglich „Ambra“, später „fossiles Harz“ und „Bernstein“) zurück.
Seine Nutzung begann im späten 19. Jahrhundert. Populär wurde er jedoch erst ab 1944 im Zuge der Veröffentlichung des historischen Romans Forever Amber der US-amerikanischen Schriftstellerin Kathleen Winsor.

## Varianten
Die englischen Vornamen Amberly und Amberlynn leiten sich von diesem Vornamen ab.
- Ambre (französisch)
- Ambra (italienisch)
- Ámbar (spanisch)

## Namensträgerinnen

### Vorname
- Amber Agar (* 1976), britische Schauspielerin
- Amber Anderson (* 1992), britisches Model, Schauspielerin
- Amber Anning (* 2000), britische Sprinterin
- Amber Beattie (* 1993), britische Schauspielerin und Sängerin
- Amber Benson (* 1977), US-amerikanische Schauspielerin, Regisseurin und Drehbuchautorin
- Amber Bezer (* 1968), britische Schauspielerin
- Amber Bondin (* 1991), maltesische Sängerin
- Amber Bongard (* 1997), deutsche Kinder- und Jugenddarstellerin
- Amber Borycki (* 1983), kanadische Schauspielerin
- Amber Bradley (* 1980), australische Ruderin
- Amber Brooks (* 1991), US-amerikanische Fußballspielerin
- Amber Clayton (* 1978), australische Schauspielerin
- Amber Dawn (* 1974), kanadische Schriftstellerin, Filmschaffende, Performancekünstlerin und queer-feministische Aktivistin
- Amber Dútta (* 2003), italienische Schauspielerin und Tänzerin
- Amber Lee Ettinger (* 1982), US-amerikanische Schauspielerin und Model
- Amber Ferreira (* 1982), US-amerikanische Ausdauer-Sportlerin, Triathletin und Ironman-Siegerin (2014)
- Amber Rae Giroux (* 1986), kanadische Endurosportlerin und Motocrosserin
- Amber Glenn (* 1999), US-amerikanische Eiskunstläuferin
- Amber Halliday (* 1979), australische Leichtgewichts-Ruderin und Radrennfahrerin
- Amber Heard (* 1986), US-amerikanische Schauspielerin
- Amber Hearn (* 1984), neuseeländische Fußballspielerin
- Amber Holt (* 1985), US-amerikanische Basketballspielerin
- Amber van der Hulst (* 1999), niederländische Radsportlerin
- Amber Lancaster (* 1980), US-amerikanische Schauspielerin und Model
- Amber Lynn (* 1964), US-amerikanische Pornodarstellerin
- Amber Lyon (* 1982), US-amerikanische Journalistin und Fotografin
- Amber Marshall (* 1988), kanadische Schauspielerin
- Amber Marshall (* 2001), australische Tennisspielerin
- Amber McLaughlin (1973–2023), erste in den USA hingerichtete transsexuelle Person
- Amber van der Meij (* 2001), niederländische Handballspielerin
- Amber Michaels (* 1968), deutschamerikanische Pornodarstellerin
- Amber Midthunder (* 1997), US-amerikanische Schauspielerin
- Amber Montana (* 1998), US-amerikanische Schauspielerin
- Amber Neben (* 1975), US-amerikanische Radrennfahrerin
- Amber Skye Noyes (* 1987), US-amerikanische Schauspielerin und Sängerin
- Amber Rayne (1984–2016), US-amerikanische Pornodarstellerin
- Amber Rose Revah (* 1986), britische Schauspielerin
- Amber Riley (* 1986), US-amerikanische Schauspielerin und Sängerin
- Amber Rolfzen (* 1994), US-amerikanische Volleyballspielerin
- Amber Rose (* 1983), US-amerikanisches Model
- Amber Rudd (* 1963), britische Politikerin und Innenministerin Großbritanniens (2016–2018)
- Amber Ruffin (* 1979), US-amerikanische Komikerin, Drehbuchautorin und Fernsehmoderatorin
- Amber Sainsbury (* 1978), neuseeländische Schauspielerin
- Amber Scott (* 1984), US-amerikanische Schauspielerin
- Amber Sibley (* vor 1990), Maskenbildnerin
- Amber Smith (* 1971), US-amerikanische Schauspielerin und Model
- Amber Stevens West (* 1986), US-amerikanische Schauspielerin
- Amber Tamblyn (* 1983), US-amerikanische Schauspielerin
- Amber Valletta (* 1974), US-amerikanische Schauspielerin und Model
- Amber Van Day (* 1996), britische Soulsängerin und Songwriterin
- Amber Yobech (* 1991), palauische Schwimmerin

### Künstlername
- Amber (Marie-Claire Cremers; * 1970), niederländisch-deutsche Popsängerin
- Britney Amber (Amber Victoria Rizzo; * 1986), US-amerikanische Pornodarstellerin

### Familienname
- Conrad Amber (* 1955), österreichischer Buchautor, Naturfotograf und Redner
- Mubarak Ismail Amber, Leichtathlet der Vereinigten Arabischen Emirate

### Pseudonyme
- Amber Zahrahjan, Pseudonym der deutschen Autorin und Sängerin Martina Nöth (* 1974)
- Amber Arcades, Pseudonym der niederländische Sängerin und Songschreiberin Annelotte de Graaf (* 1988)